# خاطرات یک نجات‌یافته
«خاطرات یک نجات‌یافته» (انگلیسی: Memoirs of a Survivor) یک کتاب از دوریس لسینگ است که توسط انتشارات اوکتاگون و در سال ۱۹۷۴ منتشر شد.